# Indila

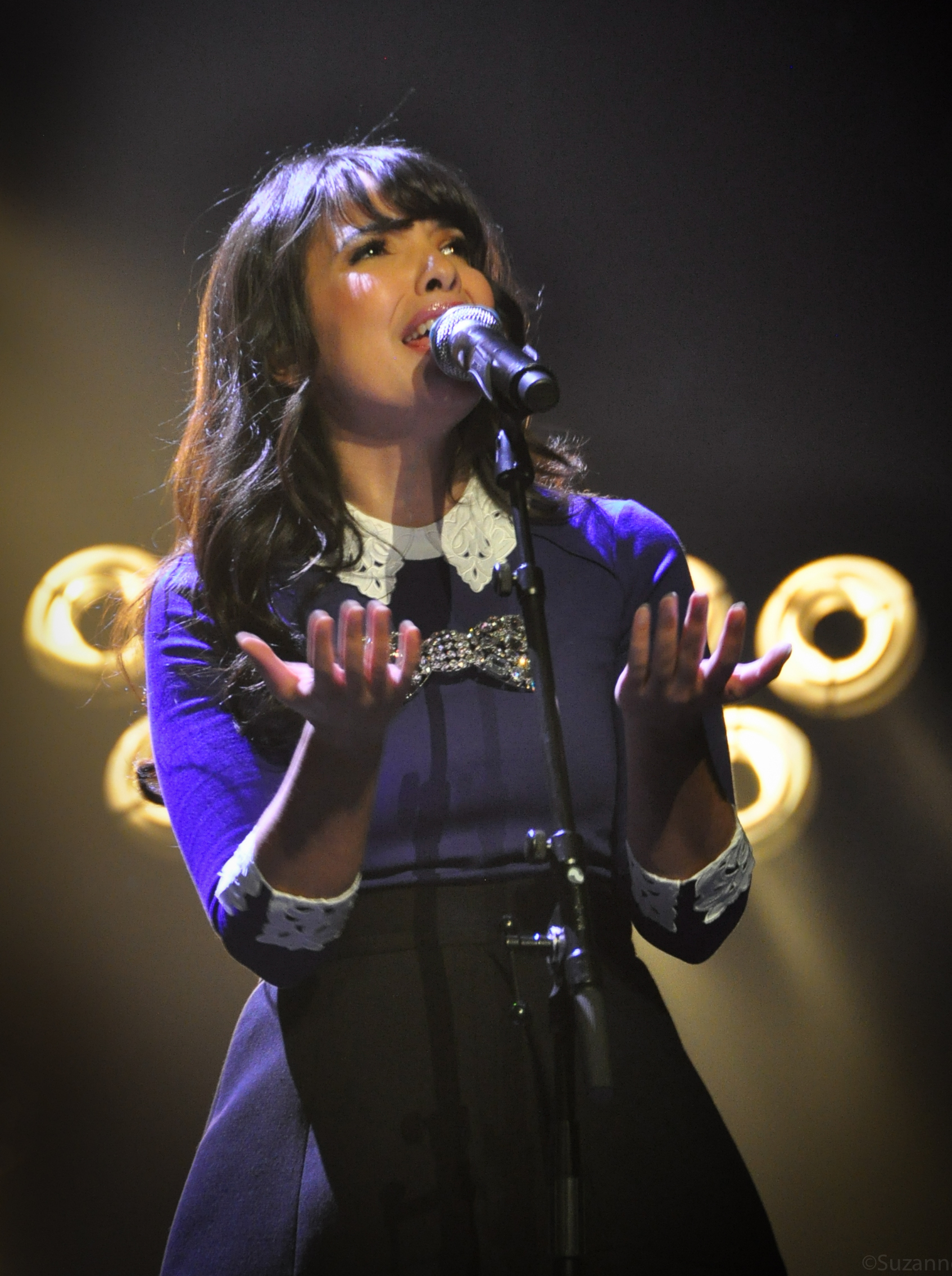
Indila (2015)

Indila, bürgerlich Adila Sedraïa (* 26. Juni 1984 in Paris, Frankreich), ist eine französische R&B-Sängerin.

## Biografie
Indilas Familie ist algerischer Abstammung, sie hat aber auch kambodschanische, ägyptische und indische Vorfahren. Ihr Künstlername Indila kommt von ihrer Liebe zu Indien. Seit 2007 ist Indila mit dem Produzenten und Liedermacher Pascal Koeu verheiratet.
Seit 2010 ist sie in mehreren Zusammenarbeiten mit französischen Rappern zu hören. 2013 hatte sie in den französischen Charts ihren großen Durchbruch mit der Single Dernière danse (französisch für ‘Letzter Tanz’), die am 13. November 2013 veröffentlicht wurde. Das offizielle Musikvideo zu Dernière Danse hatte im Mai 2023 bei YouTube über 1 Milliarde Aufrufe. Im März 2014 erreichte der Song auch die deutschen Download- und Singlecharts. Ihr Debütalbum Mini World ist am 24. Februar 2014 erschienen. Im selben Jahr wurde sie mit dem European Border Breakers Award ausgezeichnet.

## Diskografie

### Alben
| Jahr | Titel Musiklabel                 | Höchstplatzierung, Gesamtwochen, AuszeichnungChartplatzierungen (Jahr, Titel, Musiklabel, Platzierungen, Wochen, Auszeichnungen, Anmerkungen) | Höchstplatzierung, Gesamtwochen, AuszeichnungChartplatzierungen (Jahr, Titel, Musiklabel, Platzierungen, Wochen, Auszeichnungen, Anmerkungen) | Höchstplatzierung, Gesamtwochen, AuszeichnungChartplatzierungen (Jahr, Titel, Musiklabel, Platzierungen, Wochen, Auszeichnungen, Anmerkungen) | Höchstplatzierung, Gesamtwochen, AuszeichnungChartplatzierungen (Jahr, Titel, Musiklabel, Platzierungen, Wochen, Auszeichnungen, Anmerkungen) | Höchstplatzierung, Gesamtwochen, AuszeichnungChartplatzierungen (Jahr, Titel, Musiklabel, Platzierungen, Wochen, Auszeichnungen, Anmerkungen) | Anmerkungen                                                |
| Jahr | Titel Musiklabel                 | FR | BEF | BEW | DE | CH | Anmerkungen                                                |
| ---- | -------------------------------- | --- | --- | --- | --- | --- | ---------------------------------------------------------- |
| 2014 | Mini World Capitol Records (UMG) | FR1 Diamant · (127 Wo.)FR | BEF16 (70 Wo.)BEF | BEW1 Platin · (139 Wo.)BEW | DE32 (13 Wo.)DE | CH11 (55 Wo.)CH | Erstveröffentlichung: 24. Februar 2014 Verkäufe: + 630.000 |

### Singles als Leadmusikerin
| Jahr | Titel Album                           | Höchstplatzierung, Gesamtwochen, AuszeichnungChartplatzierungen (Jahr, Titel, Album, Platzierungen, Wochen, Auszeichnungen, Anmerkungen) | Höchstplatzierung, Gesamtwochen, AuszeichnungChartplatzierungen (Jahr, Titel, Album, Platzierungen, Wochen, Auszeichnungen, Anmerkungen) | Höchstplatzierung, Gesamtwochen, AuszeichnungChartplatzierungen (Jahr, Titel, Album, Platzierungen, Wochen, Auszeichnungen, Anmerkungen) | Höchstplatzierung, Gesamtwochen, AuszeichnungChartplatzierungen (Jahr, Titel, Album, Platzierungen, Wochen, Auszeichnungen, Anmerkungen) | Höchstplatzierung, Gesamtwochen, AuszeichnungChartplatzierungen (Jahr, Titel, Album, Platzierungen, Wochen, Auszeichnungen, Anmerkungen) | Höchstplatzierung, Gesamtwochen, AuszeichnungChartplatzierungen (Jahr, Titel, Album, Platzierungen, Wochen, Auszeichnungen, Anmerkungen) | Anmerkungen                                                   |
| Jahr | Titel Album                           | FR | BEF | BEW | DE | AT | CH | Anmerkungen                                                   |
| --- | ------------------------------------- | --- | --- | --- | --- | --- | --- | ------------------------------------------------------------- |
| 2013 | Dernière danse Mini World             | FR2 (123 Wo.)FR | BEF5 (26 Wo.)BEF | BEW2 Platin · (36 Wo.)BEW | DE46 Gold · (24 Wo.)DE | AT46 (10 Wo.)AT | CH15 (54 Wo.)CH | Erstveröffentlichung: 13. November 2013 Verkäufe: + 1.212.200 |
| 2014 | Tourner dans le vide Mini World       | FR13 (44 Wo.)FR | — | BEW11 (25 Wo.)BEW | — | — | — | Erstveröffentlichung: 22. Februar 2014                        |
| 2014 | S.O.S Mini World                      | FR8 (39 Wo.)FR | — | BEW5 (22 Wo.)BEW | — | — | CH60 (6 Wo.)CH | Erstveröffentlichung: 19. Mai 2014                            |
| 2014 | Run Run Mini World                    | FR59 (19 Wo.)FR | — | — | — | — | — | Erstveröffentlichung: 23. August 2014                         |
| 2014 | Love Story Mini World                 | FR57 (23 Wo.)FR | — | BEW48 (2 Wo.)BEW | — | — | — | Erstveröffentlichung: 24. November 2014                       |
| 2019 | Parle à ta tête –                     | FR— GoldFR | — | — | — | — | — | Erstveröffentlichung: 23. August 2019                         |
| 2024 | Dernière danse (Techno Mix) –         | — | — | — | — | — | — | Erstveröffentlichung: 26. Januar 2024 Indila x BENNETT        |
| Folgende Lieder erschienen nicht als Single, wurden aber durch das Album zum Download und Streaming bereitgestellt und konnten somit eine Platzierung erlangen: |                                       | | | | | | |                                                               |
| |                                       | | | | | | |                                                               |
| 2014 | Tu ne m’entends pas Mini World        | FR116 (2 Wo.)FR | — | — | — | — | — | Charteinstieg: 8. März 2014                                   |
| 2014 | Boîte en argent Mini World            | FR121 (1 Wo.)FR | — | — | — | — | — | Charteinstieg: 8. März 2014                                   |
| 2014 | Mini World                            | FR136 (1 Wo.)FR | — | — | — | — | — | Charteinstieg: 8. März 2014                                   |
| 2014 | Ego Mini World                        | FR149 (1 Wo.)FR | — | — | — | — | — | Charteinstieg: 8. März 2014                                   |
| 2014 | Comme un bateau Mini World            | FR153 (1 Wo.)FR | — | — | — | — | — | Charteinstieg: 8. März 2014                                   |
| 2014 | Feuille d’automne Mini World (Deluxe) | FR80 (1 Wo.)FR | — | — | — | — | — | Charteinstieg: 29. November 2014                              |
| 2014 | Ainsi bas la vida Mini World (Deluxe) | FR103 (1 Wo.)FR | — | — | — | — | — | Charteinstieg: 29. November 2014                              |

### Singles als Gastmusikerin
| Jahr | Titel Album                   | Höchstplatzierung, Gesamtwochen, AuszeichnungChartplatzierungen (Jahr, Titel, Album, Platzierungen, Wochen, Auszeichnungen, Anmerkungen) | Höchstplatzierung, Gesamtwochen, AuszeichnungChartplatzierungen (Jahr, Titel, Album, Platzierungen, Wochen, Auszeichnungen, Anmerkungen) | Höchstplatzierung, Gesamtwochen, AuszeichnungChartplatzierungen (Jahr, Titel, Album, Platzierungen, Wochen, Auszeichnungen, Anmerkungen) | Höchstplatzierung, Gesamtwochen, AuszeichnungChartplatzierungen (Jahr, Titel, Album, Platzierungen, Wochen, Auszeichnungen, Anmerkungen) | Höchstplatzierung, Gesamtwochen, AuszeichnungChartplatzierungen (Jahr, Titel, Album, Platzierungen, Wochen, Auszeichnungen, Anmerkungen) | Höchstplatzierung, Gesamtwochen, AuszeichnungChartplatzierungen (Jahr, Titel, Album, Platzierungen, Wochen, Auszeichnungen, Anmerkungen) | Anmerkungen                                                                 |
| Jahr | Titel Album                   | FR | BEF | BEW | DE | AT | CH | Anmerkungen                                                                 |
| ---- | ----------------------------- | --- | --- | --- | --- | --- | --- | --------------------------------------------------------------------------- |
| 2012 | Dreamin’ Noir désir           | FR14 (36 Wo.)FR | — | — | — | — | CH65 (2 Wo.)CH | Erstveröffentlichung: 20. Januar 2012 Youssoupha feat. Indila & Skalpovitch |
| 2015 | Garde l’équilibre Gotham City | FR96 (2 Wo.)FR | — | — | — | — | — | Erstveröffentlichung: 4. September 2015 H-Magnum feat. Indila               |
| 2021 | Carrousel Ressources          | FR191 Platin · (2 Wo.)FR | — | — | — | — | — | Erstveröffentlichung: 8. April 2021 Amir feat. Indila                       |

Weitere Gastbeiträge
- 2010: Criminel (TLF feat. Indila)
- 2010: Poussière d’empire (Nessbeal feat. Indila)
- 2010: Hiro (Soprano feat. Indila)
- 2011: Thug mariage (Rohff feat. Indila)
- 2011: Bye Bye Sonyé (DJ Abdel feat. Indila)
- 2023: Roi 2 cœur (Zaho feat. Indila)

## Auszeichnungen für Musikverkäufe
| Silberne Schallplatte - Vereinigtes Königreich - 2024: für die Single Dernière danse - 2025: für die Single Tourner dans le vide Goldene Schallplatte - Brasilien - 2024: für die Single Dernière danse - Dänemark - 2024: für die Single Dernière danse - Italien - 2023: für die Single Dernière danse - Vereinigte Staaten - 2024: für die Single Dernière danse | Platin-Schallplatte - Spanien - 2024: für die Single Dernière danse Diamantene Schallplatte - Polen - 2015: für das Album Mini World |

Anmerkung: Auszeichnungen in Ländern aus den Charttabellen bzw. Chartboxen sind in ebendiesen zu finden.
| Land/RegionAuszeichnungen für Musikverkäufe (Land/Region, Auszeichnungen, Verkäufe, Quellen) | Silber     | Gold     | Platin     | Diamant     | Verkäufe | Quellen             |
| -------------------------------------------------------------------------------------------- | ---------- | -------- | ---------- | ----------- | -------- | ------------------- |
| Belgien (BRMA)                                                                               | —          | —        | 2× Platin2 | —           | 60.000   | ultratop.be         |
| Brasilien (PMB)                                                                              | —          | Gold1    | —          | —           | 30.000   | pro-musicabr.org.br |
| Dänemark (IFPI)                                                                              | —          | Gold1    | —          | —           | 45.000   | ifpi.dk             |
| Deutschland (BVMI)                                                                           | —          | Gold1    | —          | —           | 150.000  | musikindustrie.de   |
| Frankreich (SNEP)                                                                            | —          | Gold1    | Platin1    | Diamant1    | 947.200  | snepmusique.com     |
| Italien (FIMI)                                                                               | —          | Gold1    | —          | —           | 50.000   | fimi.it             |
| Polen (ZPAV)                                                                                 | —          | —        | —          | Diamant1    | 100.000  | olis.pl             |
| Spanien (Promusicae)                                                                         | —          | —        | Platin1    | —           | 60.000   | elportaldemusica.es |
| Vereinigte Staaten (RIAA)                                                                    | —          | Gold1    | —          | —           | 500.000  | riaa.com            |
| Vereinigtes Königreich (BPI)                                                                 | 2× Silber2 | —        | —          | —           | 400.000  | bpi.co.uk           |
| Insgesamt                                                                                    | 2× Silber2 | 6× Gold6 | 4× Platin4 | 2× Diamant2 |          |                     |